# Asja Maregotto
Asja Maregotto (* 9. Januar 1997 in Camposampiero) ist eine italienische Ruderin. Sie gewann 2017 im Leichtgewichts-Doppelvierer bei den Ruder-Weltmeisterschaften für Italien die Goldmedaille.

## Karriere
Asja Maregotto nahm im Jahr 2015 erstmals an den Juniorenweltmeisterschaften teil und startete in Rio de Janeiro im Einer. Sie konnte sich dabei für das A-Finale qualifizieren und beendete dieses auf den sechsten Platz. Ein Jahr später nahm sie in Rotterdam an den U23-Weltmeisterschaften teil und sie bildete dabei gemeinsam mit Paola Piazzolla, Allegra Francalacci und Giorgia Lo Bue den Leichtgewichts-Doppelvierer von Italien. Sie qualifizierten sich direkt im Vorlauf für das A-Finale, in dem sie sich vor dem schweizerischen und dem deutschen Boot den Sieg und die Goldmedaille sicherten.
Ein Jahr später nahm sie erneut mit Paola Piazzolla an den U23-Ruderweltmeisterschaften teil. Diesmal bildeten neben ihnen Valentina Rodini und Giovanna Schettino den Leichtgewichts-Doppelvierer von Italien. Erneut konnten sie sich direkt im Vorlauf für das A-Finale qualifizieren und dabei sicherten sie sich in Plowdiw vor dem niederländischen und den deutschen Boot den die Goldmedaille. Für Asja Maregotto war es die zweite Goldmedaille bei einer U23-Weltmeisterschaft im Rudern. Im gleichen Jahr gingen die U23-Weltmeisterinnen gemeinsam in der Nähe von Sarasota und Bradenton bei den Weltmeisterschaften 2017 an den Start und qualifizierten sich direkt im Vorlauf für das A-Finale. Dort setzten sie sich mit fast zwei Sekunden Vorsprung gegen das australische und chinesische Boot durch und wurden Weltmeisterinnen.